# دوايت جارنر
دوايت جارنر (بالإنجليزية: Dwight Garner)‏ هو لاعب كرة قدم أمريكية أمريكي، ولد في 25 أكتوبر 1964 في سان فرانسيسكو في الولايات المتحدة.